# Law Cheuk Him

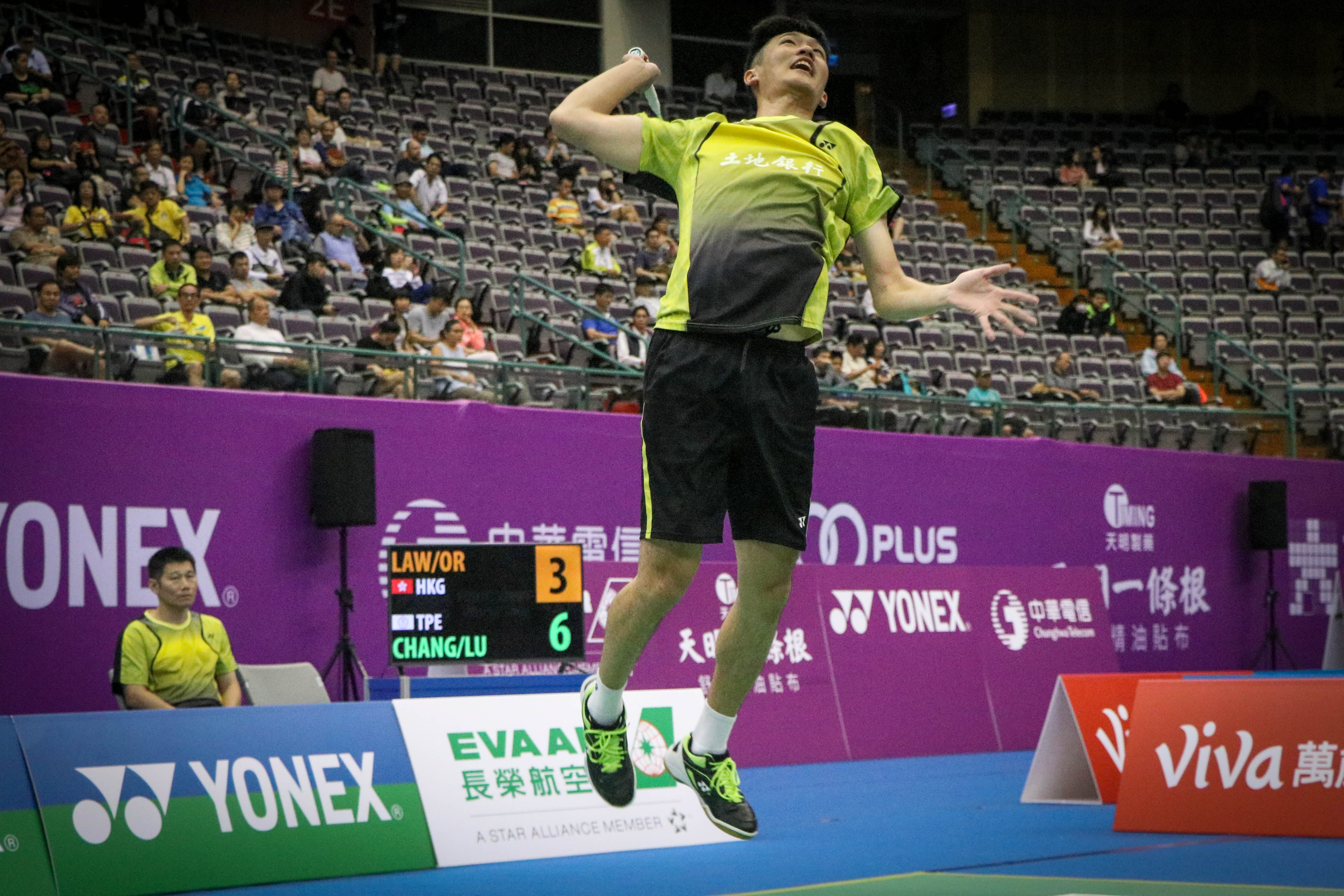
Law Cheuk Him

Law Cheuk Him (chinesisch 羅卓謙, Pinyin Luó Zhuōqiān; * 26. Februar 1994) ist ein Badmintonspieler aus Hongkong.

## Karriere
Law Cheuk Him startete 2011 bei der Juniorenweltmeisterschaft. Zwei Jahre später war er bei den Vietnam Open 2013 am Start, 2014 bei der Singapur Super Series. Im letztgenannten Jahr repräsentierte er sein Land als Nationalspieler im Thomas Cup, bei den Badminton-Asienmeisterschaften und bei den Asienspielen.